# Careola
Careola è una frazione del comune di Pontremoli, in provincia di Massa e Carrara.

## Geografia fisica
Il borgo è situato nella valle del Giordana, sulle pendici del monte Lago.

## Monumenti e luoghi d'interesse
È presente una chiesa, dedicata a san Geminiano, la cui porzione absidale venne costruita tra il XI e XII secolo, forse su un preesistente edificio difensivo.

## Festività e cultura
- San Geminiano
- Santa Rita